# Deposição de vapor
Evaporação térmica (ou deposição de vapor) é o método de recobrimento de superfícies por um filme fino metálico. O material fonte, não refratário (baixo ponto de fusão), é geralmente, evaporado numa câmara de alto-vácuo. O material é aquecido num cadinho e se evapora depositando-se nos substratos alvo e nas paredes da câmara.

## Princípio
A evaporação é um técnica em que o material fonte é aquecido eletricamente para temperaturas próximas ao ponto de ebulição e o vapor viaja através da câmara de vácuo até um substrato para formar pequenas camadas ao ser condensadas. Em um sentido mais amplo, a evaporação térmica se enquadra em um grupo de processos de deposição física de vapor no qual o material de partida é aquecido por uma fonte de energia. Os principais problemas desta técnica é que metais refratários não podem ser evaporados devido ao seu alto ponto de fusão. A evaporação do material do filamento pode contaminar o filme. A tecnologia de revestimento por evaporação é uma técnica simples de construção de filmes finos para aplicação em óptica, eletrônica e metalurgia. 

## Sistemas de Evaporação
As principais técnicas de evaporação diferem pelo método de aquecimento utilizado e envolve basicamente três tipos de sistemas de aquecimento que são:
- Evaporação térmica resistiva.
- Evaporação térmica por feixe de elétrons.
- Evaporação térmica por aquecimento indutivo

## Aplicação
- Evaporação de metais para construção de contatos elétricos ou espelhos.
- Multicamadas ópticas e filtros interferométricos.